# NGC 6238
NGC 6238 (другие обозначения — UGC 10563, IRAS16467+6213, MCG 10-24-57, KAZ 92, ZWG 299.31, PGC 58980) — галактика в созвездии Дракон.
Этот объект входит в число перечисленных в оригинальной редакции «Нового общего каталога».